# 1994 aux États-Unis
Pour des articles plus généraux, voir Chronologie des États-Unis et 1994.
Chronologie des États-Unis
- 1990
- 1991
- 1992
- 1993
- 1994
- 1995
- 1996
- 1997
- 1998

Cette page concerne des événements d'actualité qui se sont produits durant l'année 1994 du calendrier grégorien aux États-Unis.

## Gouvernement
- Président : Bill Clinton
- Vice-président : Al Gore
- Secrétaire d'État : Warren Christopher
- Chambre des représentants - Président : Tom Foley (Parti démocrate)

## Événements
- 1er janvier : entrée en vigueur de l'ALENA (NAFTA), accord de libre-échange nord-américain.
- 17 janvier : tremblement de terre de Northridge, près de Los Angeles.
- 18 janvier : clôture judiciaire de l'affaire de l'Irangate ; le président Ronald Reagan était bien au courant et a tenté d'étouffer l'affaire.
- Mars : Health Security Act. Présentation du plan de santé des époux Clinton aux parlementaires. Ce plan doit permettre d’accroître l’équité et efficience du régime de santé américain. Il prévoit l'établissement un système de concurrence administré par l’État fédéral avec l'instauration de contrôles plus stricts sur les coûts et les prix des soins dispensés par les assurances privées. Les ressources dégagées permettront d'étendre les remboursements de soin aux 37 millions d'Américains non couverts par les assurances de santé et d'aboutir à un taux de couverture de 90 % en 2004. Mais cette réforme très complexe du système de santé suscite une levée de boucliers de nombreux lobbys car elle aboutit de facto à une remise en cause du principe de libre concurrence et donne des prérogatives législatives au président, ce qui contrevient au principe de séparation des pouvoirs.
- 31 mars : Educate America Act. Loi créant le programme Goals 2000. Ce programme établit un ensemble de normes fédérales pour l'éducation et l'instruction visant à améliorer l'accès aux écoles sur le territoire et à en améliorer le niveau de réussite scolaire. 105 millions de dollars sont dans un premier temps alloué au projet. Le budget du programme Head Start est accru de 50 %.
- 13 septembre : Promulgation du Violent Crime Control and Law Enforcement Act. Devant le constat d'une aggravation de la criminalité constatée dans tout le pays, Cette loi octroie d'importants moyens à la lutte contre la criminalité et le trafic de drogue. Aggravation des peines de prison. Nouvelles peines pour lutter contre les violences faites aux femmes. Recrutement de 100 000 policiers supplémentaires, allocation de 10 milliards de dollars pour la construction de prisons et de 6 milliards de dollars de financement pour les programmes de prévention de la criminalité.
  - Promulgation de la loi "Federal Assault Weapons Ban", restreignant le nombre d'armes à feu en circulation.
- 26 septembre : après plusieurs mois de débat, le Sénat, pourtant à majorité démocrate, rejette le Health Security Act présenté par le président Clinton. Le speaker de la chambre haute, le démocrate George J. Mitchell, déclarant que la loi était inconstitutionnelle et illisible pour le contribuable.
- 27 septembre : 367 membres du parti républicain qui sont candidats au Congrès signent le programme Contract with America
  - Amendement exigeant un budget sans déficit et d'une comptabilité fédérale honnête et transparente.
  - Maintien d'une faible imposition fédérale et exigence d'une plus grande neutralité fiscale,
  - accroissements des déductions fiscales pour la santé, l’éducation et de l'aide alimentaire.
  - Durcissement dans les critères d’admission et de contrôle aux programmes fédéraux de la sécurité sociale (Medicaid, Medicare, assurance chômage, retraites) et réduction des aides sociales.
  - Renforcement des moyens alloués aux forces de l'ordre, la justice et aux prisons pour lutter contre le criminalité.
  - Fin des subventions fédérales aux associations étrangères et défendant l'avortement.
  - Fin de la participation du pays aux opérations de l'ONU et intégration des pays d'Europe de l'Est dans l'OTAN,
  - Mesures fiscales favorisant l'emploi, le pouvoir d’achat et la recherche-développement des entreprises.
  - Limitation à 12 ans de la durée du mandat des élus.
- 8 novembre : élection pour la première fois depuis 1952 d’une majorité républicaine dans les deux Chambres du Congrès des États-Unis (230 députés sur 435 à la Chambre des représentants et 52 sénateurs sur 100 au Sénat) sur le programme Contract with America
- Présentation des réformes prioritaires au parlement par le parti républicain devenu majoritaire :
  - Les lois qui s'appliquent au reste du pays doivent s'appliquer aussi au Congrès;
  - Création d'un bureau indépendant du budget, chargé du contrôle législatif des dépenses fédérales;
  - Réduction des commissions gouvernementales et de 30 % du personnel travaillant pour la Maison Blanche,
  - Transparence du mandat et des rôles des commissions restantes
  - Exigence d'un vote de majorité des trois-cinquièmes pour toute augmentation des impôts;
- 11 décembre : au Sommet des Amériques à Miami, Bill Clinton propose pour 2005 la mise sur pied d’une zone de libre-échange des Amériques, regroupant tous les pays du continent.
- 19 décembre : début du scandale Whitewater.

## Économie et société
- 1,2 million d’émigrants aux États-Unis, dont probablement 300 000 illégaux (40 % d’Hispaniques, 40 % d’Asiatiques). La population née à l’étranger représente 22,6 millions de personnes, soit 8,7 % de la population totale. 100 milliards de dollars de déficit commercial en 1994. 4 % de croissance. 3 % d’inflation.
- Plan de restructuration de la société Amtrak, société publique de transport ferroviaire, fermeture de 20 % des lignes et 2 000 suppressions d'emplois
- 1 480 000 détenus aux États-Unis.

## Culture

### Cinéma

#### Films américains sortis en 1994
- romeo+juliette
- Forrest gump (de Robert Zemeckis)
- Pulp Fiction (Tarantino)

#### Autres films sortis aux États-Unis en 1994
- x

#### Oscars
- Meilleur film :
- Meilleur réalisateur :
- Meilleur acteur :
- Meilleure actrice :
- Meilleur film documentaire :
- Meilleure musique de film :
- Meilleur film en langue étrangère :

## Décès en 1994
- Kurt Cobain